# نيتروسبيروتا
النيتروسبيروتا أو النيتروحلزونيات شعبة من البكتيريا تشمل أجناسًا متعددة، مثل النيتروحلزونية، وهو الأكثر أنواعًا. اكتشف أول عضو في هذه الشعبة، النيتروحلزونية البحرية Nitrospira marina ، في عام 1985. اكتشف العضو الثاني، النيتروحلزونية الموسكية Nitrospira moscoviensis ، في عام 1995.
تحتوي النيتروسبيروتا على مجموعات نترتية تعمل على أكسدة النتريت إلى نترات (بكتيريا مؤكسدة النتريت، NOB  ) وبكتيريا كوماموكس Nitrospira inopinata التي تم اكتشافها في عام 2015  وتم زراعتها في عام 2017.

## التصنيف
يعتمد التصنيف المقبول حاليًا على قائمة أسماء الكائنات بدائية النواة التي لها مكانة في التسمية (LSPN)  والمركز الوطني لمعلومات التكنولوجيا الحيوية (NCBI).

## روابط خارجية
- "Leptospirillum sp". مؤرشف من الأصل في 2012-07-15.